# Moropsyche dirghakarni
Moropsyche dirghakarni är en nattsländeart som beskrevs av Schmid 1968. Moropsyche dirghakarni ingår i släktet Moropsyche och familjen Apataniidae. Inga underarter finns listade i Catalogue of Life.